# Brian Cini
Brian Cini (ur. 5 września 1996 w Sliemie) – maltański snookerzysta. Jest czterokrotnym mistrzem swojego kraju.

## Kariera
Brian Cini zaczął grać w snookera w wieku 13 lat. Już jako nastolatek odnosił sukcesy w turniejach międzynarodowych. W 2012 roku zajął czwarte miejsce w turnieju European U17 Snooker Open rozgrywanym na Malcie, a tytuł ten zdobył w latach 2013 i 2014. W wieku 15 lat wziął już udział w oficjalnych Mistrzostwach Europy U21. Pewnie przetrwał fazę grupową, zanim został wyeliminowany przez trzy lata starszego Walijczyka Duane'a Jonesa. Jednakże 1/16 finału była również końcem jego kariery w ciągu następnych dwóch lat i dopiero podczas Mistrzostw Europy Juniorów w 2015 r. po raz pierwszy dotarł do ćwierćfinału. Taki sam wynik osiągnął w tym roku w kategorii seniorów zarówno na Mistrzostwach Europy, jak i Świata. Grał także w turniejach w krajach niemieckojęzycznych, np.: Na przykład na słynnym turnieju 3 Kings Open w Rankweil w 2016 roku zajął drugie miejsce za swoim rodakiem Tonym Drago. Brał udział w turniejach Players Tour Championship (PTC) – małych turniejach zawodowych otwartych dla amatorów. Kilkakrotnie zakwalifikował się do głównego turnieju, ale za każdym razem przegrywał z profesjonalnym graczem. Podczas turnieju Gdynia Open w 2015 roku przegrał minimalnie 3-4 z Rickym Waldenem.
Już na początku próbował zostać profesjonalistą. Przeniósł się do Londynu, gdzie jego mentorem był Tony Drago i trenował z takimi graczami, jak Jimmy White i Michael Georgiou. Brał udział w zawodach Q School i choć z roku na rok osiągał coraz lepsze wyniki, jego najlepszym osiągnięciem było dotarcie do ćwierćfinału swojej grupy w 2016 roku. Podczas turnieju Paul Hunter Classic 2017, który zgodnie z tradycją turniejów PTC był nadal otwarty dla amatorów, zakwalifikował się ponownie do głównego turnieju i po raz pierwszy w historii pokonał profesjonalnego gracza, Roberta Milkinsa. Rok później na tym samym turnieju udało mu się pokonać zawodowca Seana O'Sullivana 4-0 i po raz drugi w karierze dotarł do drugiej rundy turnieju zawodowego.
Wiosną 2016 roku, w wieku 19 lat, Cini po raz pierwszy dotarł do finału Mistrzostw Malty. Zmierzył się z 13-krotnym mistrzem świata Alexem Borgiem i pokonał go wynikiem 6-4. Niedługo później obydwaj wygrali dla Malty drużynowe mistrzostwa Europy EBSA w snookerze. Dwa lata później pokonał Borga w półfinale mistrzostw kraju i zdobył tytuł po raz drugi, pokonując Aarona Busuttila 6-5. W 2018 roku zwyciężył także w turnieju Malta Snooker Open i po raz drugi zajął pierwsze miejsce w rankingu krajowym (Kampjonat Premier). W 2021 roku po raz trzeci zdobył tytuł Mistrza Malty, a w 2022 roku zdobył swój czwarty tytuł.

## Sukcesy

### Turnieje amatorskie
- Mistrz Malty (2016, 2018, 2021, 2022)
- zwycięzca Mistrzostw Europy U-17 (2013, 2014)
- finalista WSF Championship 2025

### Turnieje drużynowe
- Mistrz Europy w snookerze drużynowym EBSA (z Alexem Borgiem, 2016)